# Union Limbourg Football Club
Dernière mise à jour : 3 août 2017.
L'Union Limbourg Football Club est un club belge de football de la localité de Dolhain (commune de Limbourg). Le club est fondé en 1898 et porte le matricule 9 qui figure sur son logo officiel depuis de longues années.
- Seuls six clubs encore en activité portent un matricule plus petit: l'Antwerp (1), le Club Brugeois (3), le RFC Liège (4), le Léopold (5), la Rhodienne (ancien Racing CB) (6) et La Gantoise (7).

Ce club a disputé 8 saisons de championnat en série nationale. Lors de la saison 2017-2018, il évolue en troisième provinciale

## Histoire
Le Dolhain FC est né en 1898 sous l'impulsion de responsables du club du Verviers FC. À cette époque, le club de la cité lainière n'avait que peu d'adversaires à proximité. Si l'on fait exception du FC Liégeois, les autres clubs étaient majoritairement situés à Bruxelles ou dans la région anversoise.
Le premier terrain du Dolhain FC avait la particularité d'avoir un très beau... hêtre en son milieu! À cette époque cela était considéré comme un "objet étranger toléré" !
Au fil des années, le club vit les derbies se multiplier avec l'arrivée de clubs plus ou moins proches : SC Theux, SRU Verviers, RFC Malmundaria, etc.
Le club débuta en catégorie "Junior", ce qui à l'époque n'a rien à voir avec une quelconque catégorie d'âge mais à la "valeur" considérée du club.
Malgré un solide engouement et une excellente organisation, le club dut attendre les années 1920 pour jouer en série nationale. Devenu "Société royale" en 1923, la désormais Société Royale Dolhain FC bénéficie du dédoublement de la Promotion (actuelle Division 2 et fêta son nouveau nom par une première saison en nationales. Finissant 5e sur 14, le club garde en mémoire une victoire (1-0) sur le futur champion, un certain SC Anderlechtois, devant 2 000 supporters bruxellois qui avaient fait le déplacement!
Après trois saisons, le club fut relégué au troisième niveau national, nouvellement créé. Descendant de Promotion (D2) en... Promotion (D3), le club se vit octroyer le matricule 9, en décembre 1926.
En 1927-1928, le club fut relégué en série provinciale mais parvint à retrouver la "nationale" pour la saison 1932-1933. Le matricule 9 assura son maintien de justesse, entre autres par un succès au CS Tongrois, qui lui dut faire la culbute. Les supporters tongrois en colère chassèrent les sympathisants dolhaintois à coups de pierres! Au terme de la saison suivante, le club chuta en série provinciale et y resta... 33 ans.
En 1967-1968, le club qui venait d'adopter le nom de Royal Dolhain FC retrouva la Promotion. Mais l'aventure ne dura qu'une saison. Dolhain fut relégué en même temps que le K. Tongerse SV Cercle et que la R. Union Hutoise. Si les deux autres clubs revinrent en nationales et y connurent des succès, ce ne fut plus jamais le cas pour le matricule 9.
En 1970-1971 et en 1972-1973, le club frôla la montée en Promotion, mais il dut s'incliner devant, chronologiquement, Malmedy et Bas-Oha.
Tout en conservant une grande vivacité, le vieux cercle recula dans la hiérarchie et évolue en quatrième provinciale en 2014-2015.
En décembre 2013, le club annonce qu'il fusionnera en fin de saison avec le FC Union Espagnole de Dolhain, porteur du matricule 9414 et prend le nom d'Union Limbourg Football Club, conservant le matricule 9 du Royal Dolhain FC.
Lors de la saison 2017-2018, l'équipe B du club obtient le titre de champion en 4e provinciale et offre gracieusement la promotion à l'équipe A en 3e provinciale.

## Personnalités
Durant sa longue existence, le club a connu, parmi ses affiliés, maintes personnalités importantes et attachantes.
Les plus connues du grand public sont:
- Eugène Christophe, arbitre international qui officia lors de la Coupe du monde 1930.
- Ronald Foguenne, ancien joueur professionnel qui porta deux fois le maillot des Diables Rouges.
- Karim Mghoghi, ancien joueur professionnel.

## Résultats dans les divisions nationales
Statistiques mises à jour le 13 juin 2014

### Bilan
| Niv | Divisions     | Jouées | Titres | TM Up | TM Down |
| --- | ------------- | ------ | ------ | ----- | ------- |
| I   | 1re nationale | 0      | 0      |       |         |
| II  | 2e nationale  | 3      | 0      |       |         |
| III | 3e nationale  | 4      | 0      |       |         |
| IV  | 4e nationale  | 1      | 0      |       |         |
| V   | 5e nationale  | 0      | 0      |       |         |
|     |               |        |        |       |         |
|     | TOTAUX        | 8      | 0      | 0     | 0       |

- TM Up : test-match pour départager des égalités, ou toutes formes de Barrages ou de Tour final pour une montée éventuelle.
- TM Down : test-match pour départager des égalités, ou toutes formes de Barrages ou de Tour final pour le maintien.

### Classements saison par saison
| Ordre               | Saison    | Nom du club   | Niveau         | Classement final | Remarques |
| ------------------- | --------- | ------------- | -------------- | ---------------- | --------- |
| 1                   | 1923-1924 | SR Dolhain FC | Promotion (D2) | 5e/14            |           |
| 2                   | 1924-1925 | SR Dolhain FC | Promotion (D2) | 10e/14           |           |
| 3                   | 1925-1926 | SR Dolhain FC | Promotion (D2) | 11e/14           | Relégué   |
| 4                   | 1926-1927 | SR Dolhain FC | Promotion (D3) | 10e/14           |           |
| 5                   | 1927-1928 | SR Dolhain FC | Promotion (D3) | 14e/14           | Relégué   |
| séries régionales   |           |               |                |                  |           |
| 6                   | 1932-1933 | SR Dolhain FC | Promotion (D3) | 8e/14            |           |
| 7                   | 1933-1934 | SR Dolhain FC | Promotion (D3) | 12e/14           | Relégué   |
| séries régionales   |           |               |                |                  |           |
| 8                   | 1967-1968 | R. Dolhain FC | Promotion      | 15e/16           | Relégué   |
| séries provinciales |           |               |                |                  |           |